# Budismo en Italia
El budismo es la tercera religión más difundida en Italia, tras el cristianismo y el islam. Cuenta, según los datos del Cesnur, publicados en el año 2002, con cerca de 74 000 creyentes. Para Baumann, en cambio, representan el 0,1% de la población total italiana. Se ha de considerar, dado el número de emigrantes que profesan esta fe religiosa (cerca de 50 000 en 2004, según los datos aportados por Caritas,) que estos datos podrían estar ampliamente subestimados.
Los mayores centros budistas del territorio italiano se acogen a la Unione Buddhista Italiana (escuelas de referencia: budismo theravada, budismo mahayana, budismo vajrayana), fundada en 1985, y reconocida como ente religioso por un decreto ley del presidente de la República en 1991, que adhiere a la Unione Buddhista Europea y declara el tener 70 000 miembros aproximadamente (de los que 50 000 son ciudadanos italianos)

## Historia

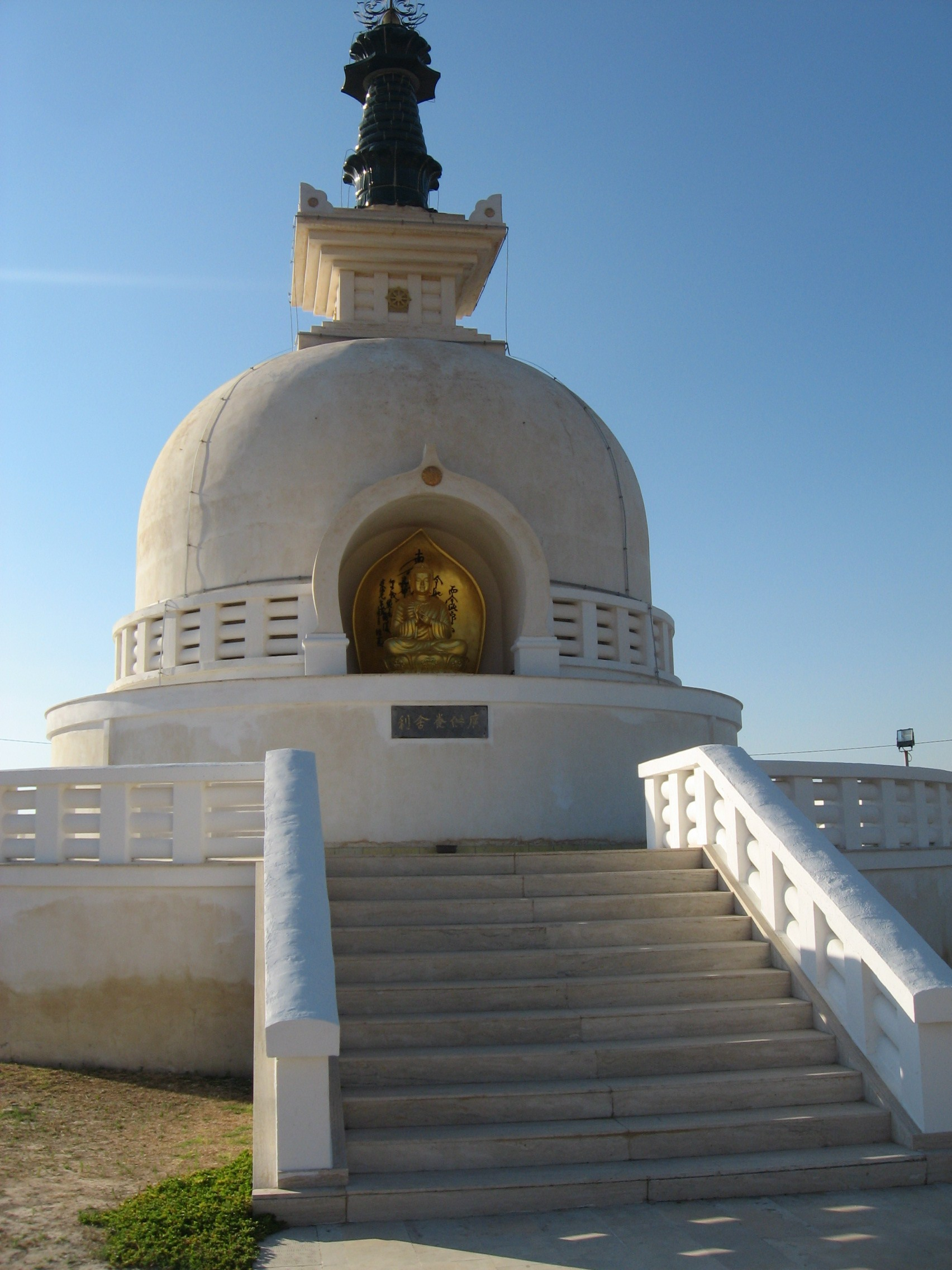
Pagoda della Pace a Comiso

En la aceptación del budismo podemos distinguir tres fases diferentes, siguiendo las indicaciones de Martin Baumann: la primera fase se caracteriza por el interés por el budismo, pero a un nivel puramente teórico, por parte de algunos filósofos, tales como Ralph Waldo Emerson, hasta Arthur Schopenhauer, que ha sido definido como “el precursor del budismo en Occidente”.
La segunda fase se da después de la fundación de la Società Teosofica en 1875. Tras esta fecha, inician a verificarse verdaderas y esenciales “conversiones” al budismo en Occidente. Para algunos, se trata todavía de una religión que se contrapone al cristianismo. El primer monje italiano fue Salvatore Cioffi, ordenado en 1925.
La tercera fase del budismo occidental, se produce con el nacimiento de las propias comunidades, que comienza después de la Primera Guerra Mundial, y se caracteriza por el contacto, cada vez más frecuente, con maestros orientales.
Se puede hablar, por lo tanto, de una explosión del interés por el budismo tibetano, que se produce entre los años 60 y 70, sobre todo en los ambientes de la contracultura hippie. Este suceso se plasma también en la literatura y en el cine, pasando desde el libro Siddartha de Hermann Hesse, a películas como El pequeño Buda, Siete años en el Tíbet y Kundun. Estos actos literarios y cinematográficos —junto a la notoriedad de Tenzin Gyatso— han favorecido también, con seguridad, la difusión del budismo en Italia.
La presencia budista en Italia comienza a hacerse notar en 1960, con la fundación en Florencia de la Asociación Budista Italiana, y con la publicación, desde 1967, de la revista Buddhismo Scientifico. Vincenzo Piga se convierte en el presidente de la “Unione Buddhista Italiana (U.B.I.)”. La firma por parte del entonces presidente del Consejo de Ministros Massimo D’Alema del acuerdo entre el Estado Italiano y la U.B.I., en el año 2000, aunque todavía no ratificado por el Parlamento italiano, consagra y confirma el crecimiento del budismo en dicho país. Este acuerdo entre el Estado italiano y la “Unione Buddhista Italiana” se ratificó el 11 de diciembre de 2012.
La evolución del budismo en Italia ha sido también posible gracias a la coordinación entre los diferentes centros budistas de las diversas tradiciones existentes en Italia, que han sentido la necesidad de unirse y cooperar, promoviendo el diálogo interreligioso, el encuentro con las instituciones culturales, y la actividad didáctica del budismo. La U.B.I ha sido reconocida como ente religioso con personalidad jurídica, y reúne a los cuarenta y cuatro mayores centros budistas italianos y a sus afiliados, en las tradiciones theravada (Sudeste Asiático), mahayana (Extremo Oriente) y vajrayana (Tíbet), que sostienen la práctica y la difusión de la enseñanza espiritual histórica (BudaShakyamuni).
A través de los años, han nacido diferentes templos budista en las ciudades italianas más importantes, y han sido fundados diferentes monasterios y centros de meditación: entre los más importantes, los centros de Roma, donde se encuentra el Centro Soto Zen Tradicional “l'Arco”, diversos Centros Zen Rinzai asociados al Centro de Engaku Taino, y la Asociación laica A.Me.Co, fundada y dirigida por el enseñante laico Corrado Pensa; Milán, donde tiene su sede el Centro Zen Ensoji Il Cerchio, fundado y dirigido por el maestro sōtō Carlo Zendo Tetsugen Serra; Scaramuccia, localidad de Orvieto, donde se encuentra el monasterio del maestro zen Rinzai Engaku Taino; y Pomaia, donde el budismo tibetano posee uno de los más grandes centros dentro del territorio nacional, el Instituto Lama Tzong Khapa.
En Italia también se ha propagado el budismo de Nichiren Daishonin, un maestro que vivió en Japón en el siglo XIII, representado en el país por la Nichiren-shu, que posee un templo propio (Tempio Renkoji) en Cereseto, y la Nipponzan Myohoji, que ha procedido a la edificación de la stūpa más grande existente en Italia, la "Pagoda della Pace" en Comiso.